# Edith Humphrey
Edith Ellen Humphrey (11 de septiembre de 1875 - 25 de febrero de 1978) fue una química inorgánica británica que realizó un trabajo pionero en química de coordinación en la Universidad de Zúrich. Se cree que fue la primera británica en obtener un doctorado en química.

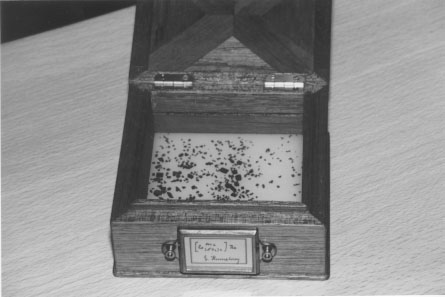
Muestra de cristales preparada por Edith Humphrey hacia 1900.

Con motivo del 150 aniversario de la Royal Society of Chemistry (RSC), el 8 de abril de 1991, el Comité Suizo de Química les envió una muestra de los cristales originales sintetizados por Humphrey para su doctorado, junto con un moderno espectro CD de una solución de un cristal.  Esta caja de cristales permanece en la sala de exhibición del RSC. 

## Biografía
Edith fue la menor de siete hijos sobrevivientes de John Charles Humphrey (1833–1903), un empleado de la Junta Metropolitana de Obras de Londres, y su esposa Louisa (de soltera Frost, 1831–1910), una maestra.  John Humphrey había comenzado su vida en malas circunstancias, su padre había sido un fabricante de botas y él fue un gran defensor de la educación para sus hijas e hijos.  Edith creció en un hogar de clase media en Kentish Town, Londres. Sus dos hermanas mayores se convirtieron en maestras, y sus hermanos, entre ellos Herbert Alfred Humphrey (1868–1951), inventor de la bomba Humphrey, y William Humphrey (1863–1898), director del Fourah Bay College en Freetown, Sierra Leona, fueron educados a nivel de grado. 
Asistió al Camden School for Girls y luego, desde 1891, a North London Collegiate School, una de las primeras escuelas femeninas en el Reino Unido que incluyó la ciencia en el plan de estudios.  De 1893 a 1897, estudió química (y física) en el Bedford College de Londres, con una beca de £ 60 por año. Al finalizar su carrera, solicitó hacer un doctorado en la Universidad de Zúrich. 

### Investigación de postgrado
El 17 de octubre de 1898, se matriculó en química en la Universidad de Zúrich.  Se unió a un creciente grupo de estudiantes de Alfred Werner, trabajando en las inadecuadas bodegas conocidas como "Katakomben" (catacumbas). Recibió una subvención de £ 60 por año durante tres años por parte de la Junta de Educación Técnica del Consejo del Condado de Londres, pero estudiar en Suiza era costoso y "duro".  Werner reconoció su capacidad y la nombró su asistente, asignándole un salario.  Trabajó duro, y su relato de la época sugiere que encontró decepcionante la vida social.
Fue "la primera de sus estudiantes en tener éxito en la preparación de la primera serie nueva de complejos de cobalto geométricamente isoméricos de Werner, una clase de compuestos que fueron cruciales en su desarrollo y en la prueba de su teoría de la coordinación".  Uno de estos compuestos, el bromuro de cis-bis (etilendiamina) dinitrocobalto (III), fue la primera síntesis de un complejo quiral de cobalto octaédrico. En 1991, el Comité Suizo de Química donó los cristales quirales de Humphrey a la Royal Society of Chemistry, y ahora están en Burlington House, en Londres .
"Qué pena para la señorita Humphrey que no se reconociera en ese momento, porque entonces ella habría sido responsable de una prueba inequívoca de la solidez de la teoría de la coordinación de Werner y la posterior concesión del premio Nobel a él".  Si bien un estudio posterior ha puesto en duda la calidad de la muestra, su estatus como científica pionera sigue siendo importante. 
Su tesis doctoral Über die Bindungsstelle der Metalle en ihren Verbindungen und über Dinitritoäthylendiaminkobaltisalze fue aceptada por la Universidad de Zúrich en 1901. Fue la primera británica en obtener un doctorado en química, aunque no la primera en Zúrich. Una química estadounidense, Rachel Holloway Lloyd, ya lo había hecho en 1887, y se había convertido en "un refugio para mujeres estudiantes de toda Europa".
Al finalizar su tesis, se le recomendó que se mudara a la Universidad de Leipzig para continuar la investigación con Wilhelm Ostwald. Sin embargo, la actitud hacia las mujeres allí era muy diferente a la de Zúrich, y no toleraría un régimen en el que no se le permitiera trabajar en los laboratorios en caso de que su presencia distrajera a los hombres de su trabajo.

### Vida posterior
Después de su regreso a Inglaterra, se unió al personal de Arthur Sanderson &amp; Sons, un fabricante británico de telas y papel tapiz, donde trabajó hasta que se jubiló. Fue empleada como investigadora química en su fábrica en Chiswick, pero se sabe poco de su trabajo allí. En el censo de 1911, vivía en Hampstead con sus dos hermanas mayores y se le reconoció su profesión simplemente como "química". 
En 1904, fue una de las diecinueve químicas que solicitaron a la Sociedad Química la admisión de mujeres. Esto fue finalmente concedido en 1919, y Humphrey fue elegida posteriormente.
Una entrevista sobre sus experiencias en Zúrich fue publicada en el New Scientist en su cumpleaños número 100, el 11 de septiembre de 1975.